# Erika Rothenberg
Erika Rothenberg (* 1950 in Manhattan, New York City) ist eine US-amerikanische Installations- und  Konzeptkünstlerin.

## Leben
Erika Rothenberg wuchs in New York City auf und studierte an der School of Visual Arts und der University of Chicago. Sieben Jahre lang war Rothenberg künstlerische Direktorin der Interpublic Group of Companies.
Erika Rothenberg ist eine konzeptuelle Künstlerin, die provokative und humorvolle Werke über soziale und politische Themen schafft und in verschiedenen künstlerischen Medien zum Ausdruck bringt. Von Malerei über Fotografie und Installationen bis zu Werken im öffentlichen Raum. Sie war Hochschullehrerin am CalArts, Otis College of Art, Los Angeles und der UCLA und erhielt Auszeichnungen von der Getty- und Norton Foundation.

## Ausstellungen (Auswahl)
- 1989 Orange County Museum of Art, Kalifornien
- 1990 New Museum of Contemporary Art, New York
- 1992 Museum of Modern Art, New York
- 1992 documenta IX, Kassel
- 1994 Laguna Art Museum, Laguna Beach (Kalifornien)
- 1995 CCA Glasgow, Glasgow[4]